# Майоран
Майоран (Origanum majorana) — багаторічна ароматична трав'яниста рослина висотою до 60 см. Листя дрібне, овальне, опущене, супротивне, черешкове. Квіти двостатеві, дрібні, білі або червонуваті, зібрані в головку. Плоди — горішки світло- чи темно-коричневого кольору, з сильним запахом. Цвіте в липні — серпні.

## Походження рослини
Батьківщина майорану — Кіпр і Туреччина. Дикоростучі зарості зустрічаються в Північній Африці та Малій Азії. Варитет Origanum majorana var. tenuifolium зустрічається лише на Кіпрі.

## Вирощування
Вирощують його в Середній Азії, Закавказзі, а також в Україні.
Майоран теплолюбний та посухостійкий. Свіже листя та квіткові бруньки містять ефірну олію, запах якої нагадує аромат перцю, м'яти та кардамону разом узятих.

## Хімічний склад
Основні компоненти олії — терпени. В зелені також міститься каротин, вітамін С, фітонциди, флавоноїди, мінеральні та дубильні речовини.

## Застосування
З давніх-давен майоран був відомий як лікарський засіб та прянощі. Його використовували для лікування нервових захворювань, як тонізуючий, протикатаральний та антисептичний засіб.
Зараз в народній медицині майоран застосовують як шлунковий та протицинговий засіб, від безсоння та мігрені, при хворобах дихальних шляхів. Рекомендують його і при депресії та астмі.
В їжу використовують листя та квіткові бруньки (пряністю є листки і квіткові бруньки, які збирають під час цвітіння) в свіжому, сушеному (перетертий на порошок) чи тушкованому стані. Він гіркуватий на смак і є доброю приправою до салатів — рибних, м'ясних і овочевих, до перших і других страв. Додають його в кінці варіння. Також використовують як приправу для страв із грибів, до супів та напоїв. Майораном часто замінюють перець та інші прянощі. Оцет, настояний на листках майорану протягом 5—7 діб, набуває приємного аромату. Декілька крапель такого оцту нададуть пікантності будь-якому салатові. Майоран покращує смакові якості солоних та маринованих огірків, томатів, патисонів, кабачків.
Ефірна олія використовується для ароматизації безалкогольних напоїв та в кулінарії.